# Samuel Lönberg
Samuel Lönberg, född 23 augusti 1753 i Linköpings församling, Östergötlands län, död 13 februari 1815 i Furingstads församling, Östergötlands län, var en svensk präst.

## Biografi
Samuel Lönberg föddes 1753 i Linköpings församling och döptes 25 augusti samma år. Han var son till perukmakaren Johan Lönborg och Ingeborg Brostedt. Lönborg studerade i Linköping och blev höstterminen 1772 student vid Uppsala universitet. Han prästvigdes 10 april 1778 och blev brukspredikant vid Åtvidsbergs bruk 1785. Lönberg blev 22 augusti 1791 komminister i Löts församling, tillträde 1792 och avlade pastoralexamen 3 september 1800. Han blev 1 februari 1809 kyrkoherde i Furingstads församling, tillträde 1810. Lönberg avled 1815 i Furingstads församling.

### Familj
Lönberg gifte sig 23 januari 1783 med Ulrica Carolina Kjellborg (född 1759). Hon var dotter till kvartermästaren Johan Ludvig Kjellborg och Beata Segerberg. De fick tillsammans barnen Inga Charlotta (född 1783), Johan Adam Lönberg (född 1784), Samuel Lönberg (född 1786), Eric Magnus Lönberg (född 1788), Ulrica Lönberg (född 1789), Charlotta Lönberg (född 1791), Beata Christina Lönberg (född 1795), Nils Ludvig Lönberg (född 1796), Anders Conrad Lönberg (1798–1799) och Carolina Sophia Lönberg (född 1801).